# Gàu (da đầu)
Gàu hay gầu là một hiện tượng rối loạn của da đầu, gây chứng đóng vảy trắng, vảy rời từng mảng hay rơi lấm tấm trên tóc. Các tế bào da đầu bình thường chết chậm, khi được các tế bào khác thay thì có thể tạo vảy rất nhỏ, không làm khó chịu hay ửng đỏ. Trong trường hợp bị gàu, số tế bào bị hủy rất nhiều và do đó tạo vảy lớn hơn, đôi khi làm ửng đỏ chỗ da mới và gây khó chịu.
Gàu khác với những chứng đóng vảy có thể do những bệnh da liễu khác, như nấm hay chấy, hay các chứng viêm da tiết bã nhờn, bệnh vẩy nến. Gàu chỉ là hiện tượng da đầu thay lớp quá nhanh chóng, không phải do nhiễm trùng hay ký sinh trùng gây ra, vì thế gàu không lây từ người này sang người khác.
Gàu không làm hại sức khỏe nhưng làm người bị gàu xấu hổ, mất tự tin. Do đó cần chữa trị gàu bằng các loại dầu gội đầu đặc biệt.

## Nguyên nhân
Lớp tế bào da ngoài cùng của đầu sau một thời gian khoảng một tháng sẽ bị tróc và rời da đầu tạo những vảy nhỏ li ti. Ở người bị gàu, thời gian này bị thu ngắn, chỉ 2-3 tuần, và da đầu thay quá nhanh, vảy rớt nhiều và thành mảng vảy lớn hơn, dính vào tóc làm tóc có vẻ bẩn, hay rớt lên vai áo.
Gàu do tác dụng bởi 3 yếu tố:
1. Dầu da - từ những chất dầu tiết từ những tuyến trong lỗ chân lông[3]
2. Những chất chuyển hóa do vi khuẩn trên da (thường là do loại men Malassezia)[4][5][6][7][8]
3. Những yếu tố cá nhân.

Trước đây loại nấm Malassezia furfur (còn gọi là Pityrosporum ovale) được xem như một nguyên nhân chính của gàu, nhưng ngày nay khoa học tìm thấy loại Malassezia globosa mới là thủ phạm. Loại nấm này chuyển hóa triglycerit có trong dầu da nhờ có men lipaza, tạo ra một sản phẩm chất béo phụ là axit oleic (OA). OA thấm vào lớp trên cùng của biểu bì, lớp sừng, tạo ra phản ứng viêm ở những người bị gàu và làm rối loạn sự ổn định nội môi dẫn đến việc lớp sừng bong ra nhiều bất thường.
Đôi khi, gàu do phản ứng của da đầu với những chất hóa học trong dầu gội đầu, thuốc xịt tóc, ngay cả thuốc chống gàu (như ketoconazole) 
có thể tạo phản ứng làm chứng gàu trở nên nặng hơn.
Những yếu tố như thức ăn, thời tiết, mồ hôi, không ảnh hường gì đến sự phát triển của gàu.
Chứng tróc vảy da của bệnh viêm da Seborrheic dermatitis khác gàu ở chỗ làm đỏ, thành mảng lớn, có thể phát triển ở lông mày.

## Điều trị
Có nhiều phương pháp trị gàu. Gội đầu nhiều làm sạch vảy gàu , nhưng cần phải trị chứng men nấm bằng thuốc để tránh gàu tái phát.
| Thuốc                    | Sản phẩm                                                                             |
| Sodium Bicarbonate       | Baking Soda                                                                          |
| Ketoconazole             | Haicneal, Nizoral, or Fungoral                                                       |
| Zinc pyrithione          | Head & Shoulders, Clinic All Clear, Pantene Pro V                                    |
| Selenium sulphide        | Selsun Blue, Vichy Dercos Anti-Dandruff shampoo, other varieties of Head & Shoulders |
| Tea tree oil             | Himalaya Anti-dandruff shampoo                                                       |
| Tar                      | Neutrogena T/Gel                                                                     |
| Piroctone olamine (INCI) | Octopirox                                                                            |

Thuốc chống nấm men ketoconazole trong dầu gội đầu có hiệu lực hơn zinc pyrithione.
Những phương pháp tự nhiên không dùng hóa chất như xoa bóp, kích thích da đầu cũng có thể giảm chứng gàu.